# Verebély Iván
Verebély Iván (született Weinberg Iván László) (Budapest, 1937. december 7. – Budapest, 2020. szeptember 23.) Jászai Mari-díjas magyar színész.

## Életpályája
Weinberg István és Feuer Magdolna gyermekeként született. Édesapja többek között a Vígszínház orvosa volt. A Kölcsey Ferenc Gimnáziumban tanult. 1961-ben végzett a Színház- és Filmművészeti Főiskolán. 1961–1963 között a Miskolci Nemzeti Színházban, 1963–1968 között a Nemzeti Színházban játszott. 1968–2008 között a Vidám Színpad, 2008–2020 között a Centrál Színház tagja volt.
Kiváló komikusként kabarédarabokban és vígjátékokban egyaránt játszott. Sajátos humor és sokoldalúság jellemezte. Gyakran szerepelt játékfilmekben és tévéfilmekben is. A színházi mellett szinkronizált is.

### Magánélete
Kétszer házasodott. Első házasságából egy lánya (Verebély Cosima) született, a másodikból egy fia (Verebély Marcell) és egy lánya (Verebély Fanni).
1984-től Budapest XIII. kerületében, a Vizafogó lakója volt.

## Színpadi szerepei
- Brecht–Weill: Koldusopera– Szomorúfűz Walter
- Heltai-Nestroy: Lumpáciusz Vagabundusz, avagy a három jómadár – Szalámy úr
- Sándor Kálmán: A harag napja – bányász
- William Shakespeare: III. Richárd – Sir Walter Herbert
- Zak-Kuznyecov: Fekete vagy vörös – szemüveges fiú
- Shakespeare: Vízkereszt, vagy amit akartok – pap; Valentin
- Molière: Az úrhatnám polgár – szabósegéd
- Zvon: Sírva vigadunk – Király Arisztid vezérigazgató
- Shakespeare: A windsori víg nők – Nyurga Ábrahám
- Lehár Ferenc: Luxemburg grófja – Brissard
- Brecht: Arturo Ui – Mulberry és cicerói zöldséges
- Tabi László: Különleges világnap – Lajtos Ernő
- Visnyevszkij: Optimista tragédia – Ragyás
- Heltai Jenő: A néma levente – Tiribi
- Gádor Béla: Lyuk az életrajzon – Kondek
- Baróti-Garai: Jaj, a mama! – Jenő
- G. B. Shaw: Szent Johanna – D'Estivet
- Ben Jonson: Volpone – Voltore
- Shakespeare: A makrancos hölgy – Gremio; Baptista
- Molière: Dandin György – Miki
- Székely-Shakespeare: Az ismeretlen Shakespeare
- Majakovszkij: Gőzfürdő – Optyimisztyenko
- Babits Mihály–Szendrő: Második ének – udvaronc
- Jamiaque: Tengeri malacok – az ismeretlen úr
- Babay József: Három szegény szabólegény – Cérna Gábor
- Mann: Fiorenza – Cambi
- Thomas Mann: Mario és a varázsló – Angiolieri úr
- Hegedüs Géza: Mátyás király Debrecenben – iniciátor
- Václav Havel: Kerti ünnepély – a Fel- és Leszámoló Hivatal titkára
- Shaw: A szerelem ára – pincér
- Márkus György: Az Olympikon – görög kar tagja
- Drzic: Dundo Maroje – Hugó
- Németh László: Szörnyeteg... Kukaczi úr
- Majakovszkij–Ilf–Petrov: Angyalok vagyunk...?... Kobakov; Aktatáskás; Újságíró; Pruzsanszkij
- Szinetár György: Én, Varga Katalin – Báró Steinbach királyi főkamarás
- Hecht–McArthur: Rendkívüli kiadás – Schwartz
- Molière: A fösvény – La Merluche
- Fodor–Pass: Akkor, szerdán
- Brecht: A vágóhidak Szent Johannája – első üzér
- Molière: Tartuffe – lojális úr
- Peterdi–Romhányi–Szabó–Szenes: A jövő század zenéje
- Róna–Litványi–Romhányi: És mi lesz holnap?
- Bencsik Imre: Egy fiúnak négy mamája – Piday
- Rejtő Jenő: Tulipán – titkár és összeesküvő
- Kolozsvári Grandpierre Emil: A kalózkisasszony – Ádám
- Brecht–Lane: Happy end – Enyves Jimmy
- Karinthy Frigyes: Teknősbéka, vagy ki az őrült a csárdában?
- Bárány Tamás: Több órás napsütés – Zalán
- Gay–Hacks: Polly Amerikában – Dr. Nagy Károly
- Zarudnij: Nem vagyunk kifestve – endező
- Gábor Andor: Dollárpapa – Iván
- Rejtő: Aki mer, az nyer – Ettinger úr
- Flers–Caillavet: Egy király Párizsban – Rivelot
- Konsztantyinov–Racer: Segíts, válunk! – Haritinov
- Kellér-Kishont-Tabi-Szuhay-Majláth: Dobogón vagyunk
- Nóti Károly: Nyitott ablak – ezredorvos
- Hornícek: Két férfi sakkban – Marcello
- Kálmán: Isteni komédia – Angyal
- Hennequin-Veber: Elvámolt éjszaka – Dupont
- Szenes Iván: Hajrá, magyarok
- Romhányi József: A rímfaragó
- Fekete Sándor: A Lila-villa titka – Kovács
- Stone–Wilder–Diamond: Van aki forrón szereti – Beistock
- Vaszary Gábor: Az ördög nem alszik – Timothy; Lord Archibald Cavendisch; Fülöp
- Lengyel Menyhért: Ninocska – Ivanov
- Görgey Gábor: Szexbogyó,– Verdes Gyula
- Praxy: Hölgyeim, elég volt! – Grandois
- Bodrogi-Nádas-Polgár-Zana: Zanatórium
- Maugham: Imádok férjhez menni! – Raham
- Frisby: Lány a levesemben – Andrew Hunter
- Eisemann Mihály: Fiatalság, bolondság – Lajos
- Cooney: Család ellen nincs orvosság – Bill
- Vaszary–Szántó: A hölgy vetkőtik – Renoir
- Moon: Hulla-hopp – Hawkins
- Cooney: Pénz áll a házhoz – Davenport
- Deval: Potyautas,– Bardou
- Kalmár Tibor: Kriminális kabaré
- Szántó-Szécsén: Paprikás csirke – Dr. Nádorfi
- Harsányi Gábor: Mindhalálig szex...
- Réger Frigyes: Dollárpipi – Bill Bull
- Harsányi Gábor: www.csalad az interneten.hu hu – Napa
- Grant–Marriott: Nász-frász – igazgató
- William Shakespeare: Tévedések vígjátéka – Angelo
- Beaumarchais: Figaro házassága – Don Gusmi de Gusman
- Letraz: A szerencse fia – végrehajtó
- Agatha Christie: …és már senki sem! (Tíz kicsi néger!) – J. G. Mackenzie
- Baráthy György: Szemfényvesztés – Mischa úr
- Woody Allen: Semmi pánik – egy vendég
- Shakespeare: A velencei kalmár – Gobbo
- Eisemann Mihály: Fekete Péter – Miskei államtitkár; Benetti

## Filmjei
| - A hetedik napon (1959) - A Noszty fiú esete Tóth Marival (1960) - A pénzcsináló (1964) - Különös házasság (1965) - Fiúk a térről (1967) - A veréb is madár (1968) - Csak egy telefon (1970) - Gyula vitéz télen-nyáron (1970) - Utazás a koponyám körül (1970) - A halhatatlan légiós, akit csak péhovárdnak hívtak (1971) - Volt egyszer egy család (1972) - Lila ákác (1973) - Egy srác fehér lovon (1973) - Hanyatt-homlok (1984) - Akli Miklós (1986) - Nyitott ablak (1988) - Találkozás Vénusszal (1991) - Prinzenbad (1993) - A hetedik testvér (1995) - Nyuszipapa hangja - Csocsó, avagy éljen május elseje! (2001) - Csak szex és más semmi (2005) - A csíkos pizsamás fiú (2008) | - Othello Gyulaházán (1966) - A csodálatos Vargáné (1968) - Szende szélhámosok (1968) - Tündér voltam Budapesten (1970) - A jövő század zenéje (1970) - Antonius és Gugyerák (1970) - Egy óra múlva itt vagyok (1971) - Esküdtszéki tárgyalás (1971) - Férfiak mesélik… (1972) - A fekete Mercedes utasai (1973) - Kincskereső kisködmön (1973) - Kérem a következőt! (1974) - Hungária kávéház (1976) - Második otthonunk: Az SZTK (1977) - Mese az ágrólszakadt Igricről (1980) - Vuk 1–4. (1981) - A hátvéd halála és feltámadása (1981) - Bors néni (1981) - Családi kör (1981) - P. Howard. Írta: Rejtő Jenő (1981) - Humorista a mennyországban (1982) - Mint oldott kéve 1–7. (1983) - Szálka, hal nélkül (1984) - A fantasztikus nagynéni 1-2. (1986) - A fazék (1988) - Angyalbőrben (1991) - Frici, a vállalkozó szellem (1992) - Nyúlék (2002) - Buci királyfi megpróbáltatik - Drága örökösök (2020) |

## Szinkronszerepei
- A Mester és Margarita: Boszoj (Valeriy Zolotukhin)
- Alf: Willie Tanner (Max Wright)
- Norm Show: Max Denby (Max Wright)
- Ments meg: Uncle Teddy (Lenny Clarke)
- Nevem: Senki – magyar hang a Moképnél: Mókus (Neil Summers)
- Az oroszlánkirály: Zazu (Rowan Atkinson)
- Bean – Az igazi katasztrófafilm: Mr. Bean (Rowan Atkinson)
- Csengetett, Mylord?: Charles, az érsek (Frank Williams)
- Rendőrakadémia: Sweetchuck (Tim Kazurinsky)
- Az utolsó szamuráj: Simon Graham (Timothy Spall)
- Egy rém rendes család: Ike (Tom McCleister)
- A Kalandor:
- Vatel : Gourville (Timothy Spall)

## Hangjátékok
- Alice csodaországban (1967) – Egér
- Dahl-Lundberg: A lyukasztós bérlet (1974) - Védőügyvéd
- Többsincs Királyfi (1977) – Drumó

## Díjai, elismerései
- Jászai Mari-díj (1972)
- A Magyar Köztársasági Érdemrend lovagkeresztje (2008)
- A Centrál Színház örökös tagja (2012)
- A Magyar Érdemrend tisztikeresztje (2019) [12]

## Emlékezete
Egykori színháza, a Centrál Színház, valamint a művész családja 2022-ben megalapította a Verebély Iván-díjat. Az elismerést minden év december 7-én (vagy környékén) adják át a színház adott naptári év legjobb epizódszereplőjének. A nyertest online közönségszavazás alapján választják.

### Díjazottak
- 2022 – Papp János[14]
- 2023 – Endrédy Gábor[15]
- 2024 – Földes Eszter[16]